# Sam Burtis
Sam Burtis (* 2. Oktober 1948 in Far Rockaway, New York; † 29. Dezember 2023) war ein US-amerikanischer Jazz-Posaunist. Er spielte außerdem Tuba, Euphonium, Piano und Synthesizer.

## Leben
Sam Burtis begann während seiner Schulzeit Tuba und schließlich Posaune zu spielen. In dieser Zeit lernte er Carmell Jones, Chubby Jackson und John LaPorta kennen, die ihn bei seiner Karriere unterstützten; so war er 1963 Mitglied von Chubby Jacksons Band. Er studierte dann am College in Ithaca und kurz am Berklee College of Music, bevor er 1967 nach New York zog, um dort u. a. bei Jimmy Knepper zu studieren.
1967 spielte Burtis bei Buddy Rich und arbeitete 1968 mit einer eigenen Gruppe. In den 1970er-Jahren gehörte er dem Thad Jones/Mel Lewis Orchestra, Joel Kayes New York Neophonic Orchestra und dem Lee Konitz Nonett an; 1971 war er an dem Escalator-over-the-Hill-Projekt beteiligt. Ferner arbeitete er mit Dave Matthews, dem Jazz Composer’s Orchestra, Eumir Deodato, Grant Green, Herbie Mann, Esther Phillips, Tito Puente, Machito, Eddie Palmieri sowie mit weiteren Latin-Bands von Fania Records.
Anfang der 1980er-Jahre war Burtis vorwiegend als freischaffender Musiker tätig, arbeitete weiter mit Tito Puente und der Mingus Dynasty. 1990 wirkte er bei Gunther Schullers Epitaph-Projekt mit; Anfang der 1990er-Jahre fungierte er auch als musikalischer Direktor der Mingus Big Band bei ihren Auftritten im New Yorker Time Cafe und wirkte bei deren Album Nostalgia in Time Square mit. 1998 spielte er in Bob Mintzers Bigband bei dessen dmp-Produktion Latin in Manhattan.
Seit den 2000er-Jahren war Burtis vermehrt als Komponist, Arrangeur und künstlerischer Leiter tätig; außerdem lehrte er am Prins Claus Conservatorium in Groningen. 2004 wirkte er bei Mike Longos Album Oasis mit.
Sam Burtis starb im Dezember 2023 im Alter von 75 Jahren.